# Comuna Sîvașivka, Novotroiițke
Sîvașivka (în ucraineană Сивашівка) este o comună în raionul Novotroiițke, regiunea Herson, Ucraina, formată din satele Overeanivka, Sadove, Sîvașivka (reședința) și Zaozerne.

## Demografie
Componența lingvistică a comunei Sîvașivka
     Ucraineană (86,68%)
     Rusă (10,26%)
     Alte limbi (0,93%)
Conform recensământului din 2001, majoritatea populației comunei Sîvașivka era vorbitoare de ucraineană (86,68%), existând în minoritate și vorbitori de rusă (10,26%).